# Подлога
Подлогата, известна още с наименованията подлога за лежащо болни или тоалетна подлога, е преносимо помощно медико-санитарно средство. Представлява малка тоалетна, която се използва за уриниране и дефекация при обслужване в болнична или домашна обстановка на лежащо болни, трудно подвижни деца и възрастни, инвалиди или от хора със сериозни увреждания. Произвеждат се метални, пластмасови и гумени. Предназначена е за многократно ползване след почистване. За подобни медико-санитарни нужди за лежащо болни за уриниране, са изработени със специална форма уринатори за мъже и за жени, за разлика от санитарните средства за еднократна употреба, каквито са например памперсите.

## Галерия
- Овална метална подлога
- Подлога от началото на ХХ век